# LEBAC
Las Letras del Banco Central (LEBAC) fueron títulos de deuda a corto plazo que licitaba el Banco Central de la República Argentina (BCRA) el segundo martes de cada mes, con pago total y único al vencimiento (instrumento bullet) y cuyo rendimiento o costo financiero surge de una tasa de descuento implícita para el período en cuestión. Se pueden adquirir solo con dinero en efectivo a través de bancos o sociedades de bolsa. Existen LEBAC en pesos, en pesos ajustables por CER y en dólares. Fueron creadas en el año 2002.

## Características de la operatoria
La primera licitación de LEBAC estuvo regulada por la Comunicación B 7543 del Banco Central del año 2002, la cual establecía que: 
1. Puede participar cualquier entidad financiera autorizada por el BCRA
2. Las ofertas se tomarán por precio a base del siguiente cálculo: {\displaystyle {\rm {{Precio}={\frac {1}{1+T\cdot {\frac {P}{365}}}}\ }}}, donde T es la tasa nominal anual ofrecida con base 365 días y P es el plazo de la letra en días corridos.
3. El ámbito de negociación primaria es el sistema SIOPEL[3] del Mercado Abierto Electrónico S.A. (MAE)
4. La adjudicación de ofertas se realiza por medio del sistema de subastas holandés (precio único)
5. Se prevén dos tramos de oferentes: el competitivo (mayorista) y el no competitivo (operaciones que involucran montos menores que $1.000.000).
6. Una vez realizada la adjudicación primaria, los instrumentos son negociables en mercados secundarios de la República Argentina, tales como el MAE y otras bolsas de valores del país, para lo que cuentan con el correspondiente I.S.I.N., asignado en la fecha de emisión por la Caja de Valores S.A.
7. Tanto las presentaciones como los certificados de las letras se registran en la Central de Registración y Liquidación de Instrumentos de Endeudamiento Público (CRyL).

## Procedimiento de licitación
El BCRA publica mensualmente llamados a licitación de letras y notas. Están abiertas a clientes institucionales (bancos públicos y privados, fondos comunes de inversión, ANSES, entre otros) y a inversores individuales, mediante operadores del mercado financiero. Estas licitaciones constituyen la colocación primaria de estos instrumentos. Su negociación se concreta en lo que se conoce como rueda LICI, regulada por la Resolución 470-CNV y receptada por la Resolución 19-MAE. Esta dispone que los invitados a participar ingresan sus posturas u ofertas a través del sistema SIOPEL, las cuales pueden ser anuladas o modificadas por sus emisores en cualquier momento previo al cierre de operaciones, el cual está fijado a las 15 hs de cada día de subastas. Las ofertas se dividen en dos tramos según sus montos:
- tramo competitivo, cuya postura mínima es actualmente de un millón de pesos.
- tramo no competitivo, cuyas posturas mínimas son actualmente de $100.000 para personas jurídicas y $1.000 para personas físicas.

Por último, el BCRA opera en la modalidad de precio único, lo que significa que el precio en el tramo competitivo se hace extensivo a todas las posturas que sean aceptadas en ambos tramos.

## Modo de adjudicación
Para la adjudicación de estos instrumentos se aplica el sistema conocido como subasta holandesa. Cabe señalar que, al tratarse de instrumentos financieros, el precio de reserva en el proceso de subasta no es público. Los compradores realizan sus ofertas en forma electrónica, que pueden ser modificadas o canceladas hasta el momento del cierre. Al momento del cierre, aquellos oferentes que hayan realizado sus posturas por encima del precio de reserva ganan el derecho a adquirir las Letras, pero al mínimo precio de oferta exitosa. Dicha oferta puede resultar satisfactoria en precio pero no así en lo que respecta a cantidad. En este sentido, el mecanismo de licitación fuerza a los participantes a realizar ofertas lo suficientemente altas como para no ser la de mínimo precio y correr el riesgo de no ser adjudicada.

## Comunicación de resultados
Los resultados de adjudicación muestran los dos tramos establecidos en el llamado:
- el tramo competitivo, en el que ofertan los grandes operadores, y que define el precio de corte
- el tramo no competitivo, en donde los adjudicatarios aceptan el precio de corte determinado en el tramo competitivo

Las entidades financieras realizan este pago mediante débitos en las cuentas que cada una de ellas mantiene con el BCRA. Así, por ejemplo, un precio de corte de 0,95064 para una LEBAC a 63 días de $1.000.000, representará para el adjudicatario un débito en su cuenta de $950.640 por el derecho a recibir $1.000.000 a los 63 días. La tasa nominal anual resultante asciende en este caso a 28,2%.
Luego de cada rueda de licitación, el BCRA publica en su página web oficial una comunicación con los resultados del mercado primario, la cual incluye tasas de corte y montos adjudicados para los diferentes plazo y saldo acumulado.

## Fin del uso de las LEBAC
A mediados del mes de diciembre de 2018, el Banco Central de la República Argentina no hizo renovaciones y el título público dejó de existir.